# O magnum mysterium

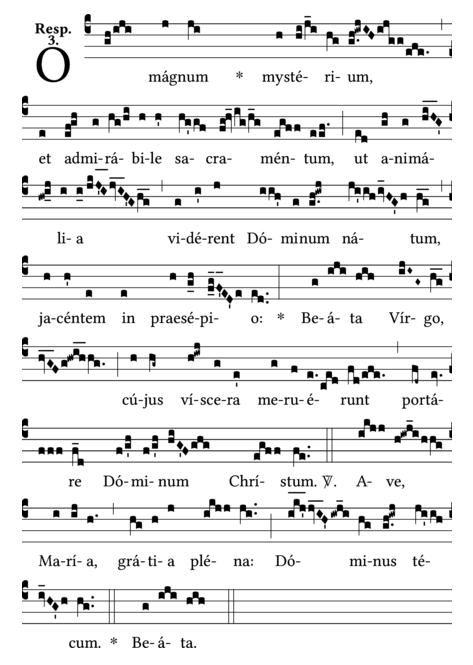
Partition d'O magnum mysterium

O magnum mysterium est une pièce grégorienne issue des matines de Noël. Bon nombre de compositeurs ont créé des polyphonies de ce chant ; parmi lesquelles les plus connues sont celles de Byrd, Morales, Victoria, Gabrieli, Palestrina, Alessandro Scarlatti, Poulenc, Judith Bingham, Harbison, La Rocca, Mäntyjärvi, Pierre Villette, Lauridsen, Kevin Memley, Busto, Louie, et Miškinis.

## Texte latin
O magnum mysterium,
et admirabile sacramentum,
ut animalia viderent Dominum natum,
jacentem in praesepio!
Beata Virgo, cujus viscera
meruerunt portare
Dominum Christum.
Alleluia.

Avec accents toniques et diérèses :
O mágnum mystéri.um,
et admirábile sacraméntum,
ut animáli.a vidérent Dóminum nátum,
jacéntem in praesépi.o!
Be.áta Vírgo, cújus víscera
meru.érunt portáre
Dóminum Chrístum.
Allelú.ia.

## Traduction Française
O grand mystère,
et admirable sacrement,
que des animaux voient leur Seigneur nouveau-né,
couché dans une mangeoire!
Heureuse Vierge, dont le sein
a mérité de porter
Le Christ Seigneur.
Alleluia!